# NGC 5292
NGC 5292 este o liner situată în constelația Centaurul. A fost descoperită în 30 martie 1835 de către John Herschel. Se află la o distanță de 42,66 de megaparseci de Pământ.